# São Miguel da Baixa Grande
São Miguel da Baixa Grande là một đô thị thuộc bang Piauí, Brasil. Đô thị này có diện tích 384,188 km², dân số năm 2007 là 2069 người, mật độ 5,39 người/km².